# Etilparabeno
Ethilparabeno ou para-Hidroxibenzoato de etil(a,o) é o éster etílico do ácido para-hidroxibenzoico. Sua fórmula é HO-C6H4-CO-O-CH2CH3. Ele é um dos compostos conhecidos como parabenos.
É usado como preservativo antifúngico. Como aditivo alimentar, seu número E é E214.
Sodium ethyl para-hydroxybenzoate, o sal de sódio do etilparabeno, tem os mesmos usos, e seu número E é E215.